# جياكومو ألبانيز
جياكومو ألبانيز (بالبرتغالية: Giacomo Albanese؛ بالإيطالية: Giacomo Albanese) هو رياضياتي إيطالي وبرازيلي، ولد في 11 يوليو 1890 في جيراتشي سيكولو في إيطاليا، وتوفي في 8 يونيو 1947 في ساو باولو في البرازيل.